# なんでもベストテン!
『なんでもベストテン!』は、1988年10月20日から1989年3月23日までテレビ東京系列局で放送されていたテレビ東京製作の情報バラエティ番組である。放送時間は毎週木曜 20:00 - 20:54 （日本標準時）。

## 概要
森末慎二と渡辺正行と宇江佐りえが司会を務めていた番組で、毎回様々なテーマのランキングを発表し、それらと関係する取材VTRと出演者たちによるトークを放送していた。